# Rhinocerophis itapetiningae
Rhinocerophis itapetiningae là một loài rắn trong họ Rắn lục. Loài này được Boulenger mô tả khoa học đầu tiên năm 1907.